# Хидровъзел „Тунджа“
Хидровъзел „Тунджа“ е планирано хидротехническо съоръжение в югоизточна България.
Основният му елемент е язовир на река Тунджа, малко над границата с Турция. Основното предназначение на хидровъзела е регулирането на оттока по долното течение на реката, което да предотврати сезонните наводнения в района на Одрин. Същевременно събираните води трябва да се използват за производство на електроенергия и напояване. Разглеждана е и възможността за изпомпване на води към язовирите „Скалица“ и „Овчарица“, използвани за технологични нужди на комплекса „Марица изток“.
Според предварителните проучвания, язовирната стена трябва да се изгради на 368 m от държавната граница, като има височина 45,5 m и дължина по короната 169,4 m. Със заливен хоризонт на кота 82,0 m язовирът трябва да залее долината на реката на разстояние 30 km нагоре по течението ѝ при залята площ 6 km² и общ завирен обем 46,0 млн. m³. Под язовирната стена трябва да се изгради водноелектрическа централа с инсталирана мощност 7,45 MW и планирано годишно производство на електроенергия около 41 GWh.
За реализирането на проекта са водени разговори между правителствата на България и Турция. През 2005 година консултант по реализирането на проекта е политикът Ахмед Доган. Малко по-късно министърът на енергетиката Румен Овчаров се изказва скептично за целесъобразността на проекта. През 2012 година отново е обсъждано изграждането на хидровъзела с турско финансиране, като българският министър-председател Бойко Борисов го обвързва с построяването на газопровод от Турция към България. Малко след това проектът е замразен.